# Il Natale del Capitano
Il Natale del Capitano (The Captain's Christmas) è un film del 1938 diretto da Friz Freleng. È il primo cortometraggio d'animazione a colori della serie The Captain and the Kids, uscito negli Stati Uniti il 17 dicembre 1938.

## Trama
Osservando il Capitano che si appresta a portare i regali a Bibì e Bibò vestito da Babbo Natale, John Silver si convince di poter essere un Babbo Natale migliore, così gli ruba il travestimento e lo sostituisce. Tuttavia, dopo aver consegnato i regali, si mette a correre con un triciclo provocando un gran trambusto e distruggendo tutti i giocattoli e l'albero di Natale. Silver viene sgridato da una visione di se stesso da bambino, che inoltre gli dà l'idea di raccogliere fondi per ricomprare i giocattoli intonando dei canti di Natale in paese insieme ai suoi sgherri. Gli abitanti non li apprezzano e lanciano loro una gran quantità di oggetti, tra cui però molti giocattoli e un albero di Natale. Silver e i suoi sgherri raccolgono questi ultimi e li portano alla famiglia del Capitano, che può così festeggiare il Natale come si deve.

## Distribuzione

### Edizione italiana
Il corto fu distribuito in Italia direttamente in VHS nel 1986. Nel doppiaggio, eseguito a Milano, le canzoni furono mantenute in inglese e John Silver viene chiamato Gamba di Legno (tranne nel finale). Per la trasmissione televisiva alla fine degli anni ottanta ne fu eseguito un ridoppiaggio ad opera del Gruppo Trenta (utilizzato anche in home video a partire dal 1995). In questa edizione le canzoni furono doppiate rieseguendone la base musicale, e il Capitano viene chiamato Capitan Cocoricò come nelle traduzioni del fumetto pubblicate sul Corriere dei Piccoli. In entrambe le edizioni venne aggiunta una narrazione iniziale ispirata a A Visit from St. Nicholas e, non essendo stata registrata una colonna internazionale, fu sostituita la musica presente durante i dialoghi.

### Edizioni home video
Il corto è stato inserito nella VHS Il magico mondo animato della Metro-Goldwyn-Mayer, distribuita in Italia nel novembre 1986 e ristampata nel marzo 1993 col titolo MGM Magic Cartoons vol. 1 - Le grandi sfide. Fu poi incluso nella VHS Tom & Jerry: La vigilia di Natale, distribuita in America del Nord dalla MGM/UA Home Video nel 1991 e in Italia dalla Warner Home Video nel novembre 1995. Il 21 ottobre 2008 uscì in DVD-Video in America del Nord come extra nel secondo disco della raccolta Looney Tunes Golden Collection: Volume 6 (intitolato Patriotic Pals); in Italia fu invece incluso nel DVD Tom & Jerry: Festa di Natale, uscito il 7 dicembre 2010. Fu infine inserito nel terzo disco della raccolta Blu-ray Disc e DVD Looney Tunes Platinum Collection: Volume Two, uscita in America del Nord il 16 ottobre 2012.